# Penhas Juntas
Penhas Juntas es una freguesia portuguesa del municipio de Vinhais. Según el censo de 2021, tiene una población de 260 habitantes.